# Casa del alma

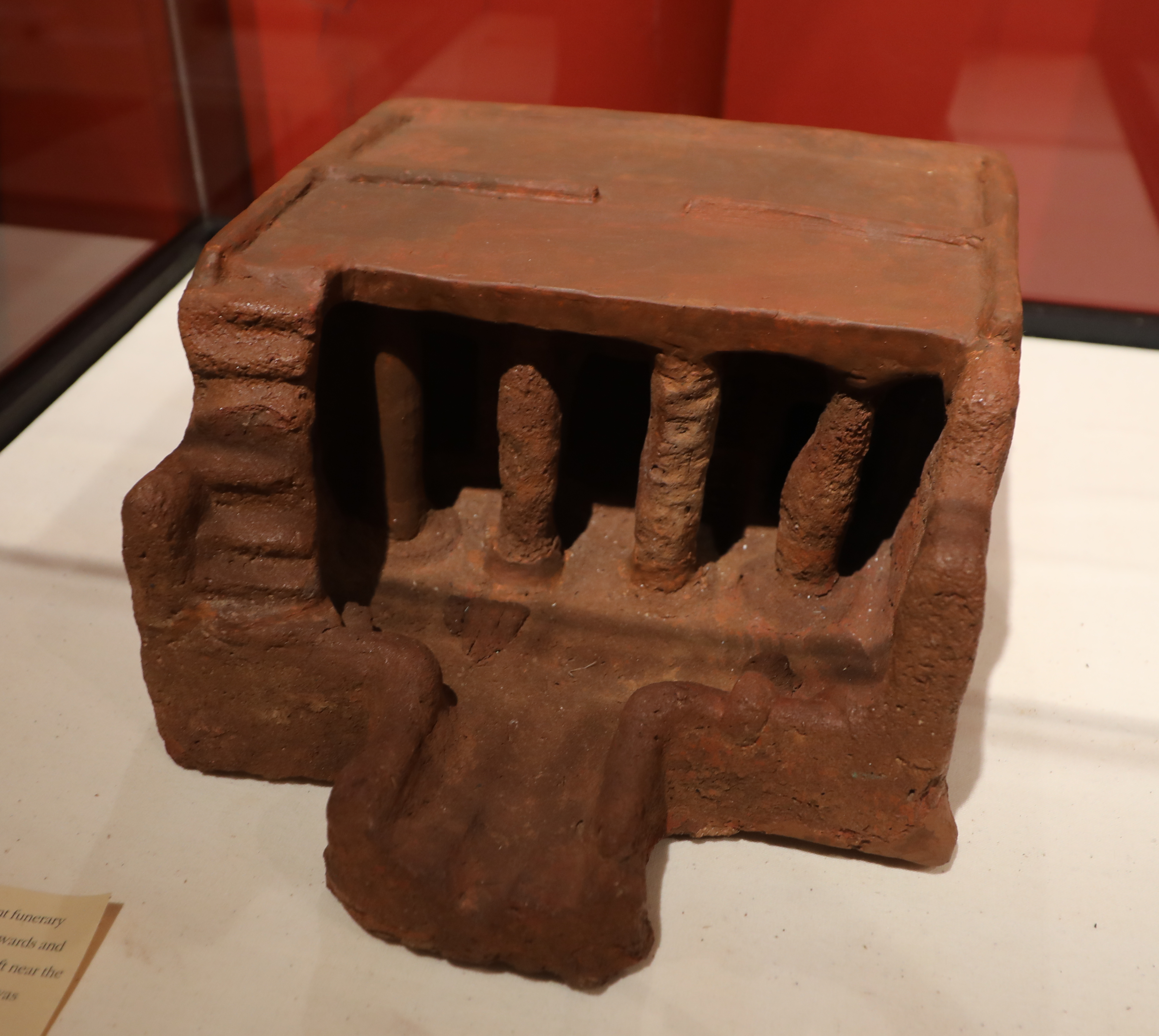
Un modelo de una casa del alma.

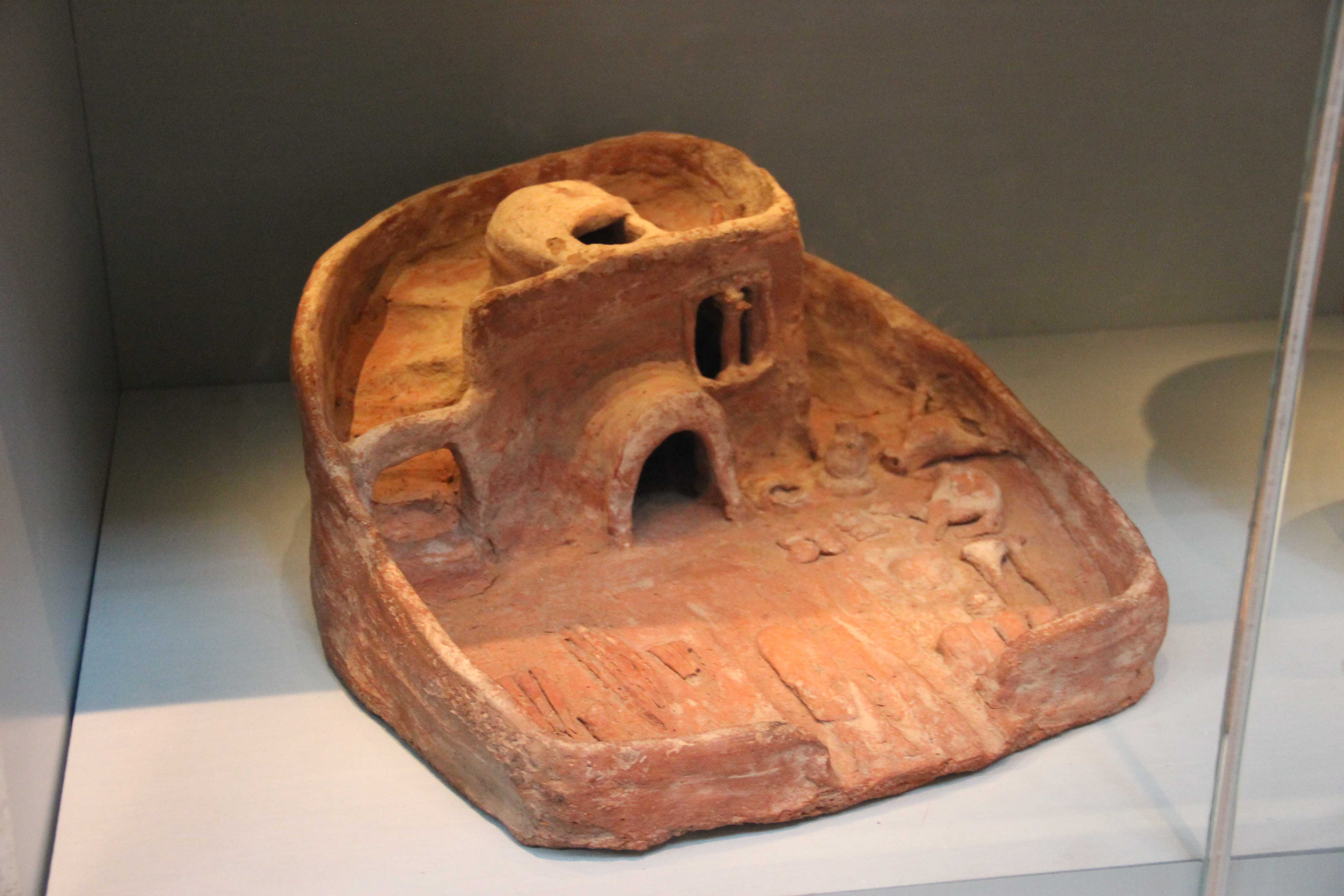
Casa egipcia del alma de arcilla cocida. Dinastía XII.

Una casa del alma era una bandeja de ofrendas de cerámica, utilizada por la gente humilde, a menudo moldeada para incluir un modelo de casa en miniatura, que se asociaba a menudo a las tumbas en el Antiguo Egipto a partir del Imperio Medio.
Las casas del alma se colocaban en la superficie de las tumbas para marcarlas y con la intención de que sirvieran de alojamiento y sustento en la otra vida.
Las bandejas podían ser desde muy sencillas, sin casa, hasta réplicas de casas muy elaboradas, con piso o capillas de culto con elementos arquitectónicos de la época. Además de la casa, había representaciones en arcilla de ofrendas de alimentos donde podían incluirse pescado, verduras, pan, cortes de carne y recipientes (donde se supone que contendrían otros alimentos). Algunas también tenían una parte en forma de canal, desde donde se vertía ritualmente líquido sobre la casa del alma para que fluyera.
Se ha sugerido que la casa debía ser un lugar para que viviera el ka del difunto, aunque esta teoría ha perdido popularidad con el tiempo y la opinión moderna es que estas bandejas servían principalmente para ofrecer ofrendas de alimentos o más bien modelos de arcilla de las mismas.
Las maquetas de las casas se han utilizado como fuente para vislumbrar el aspecto que tendrían las casas típicas de la época.